# Hefner-gyertya

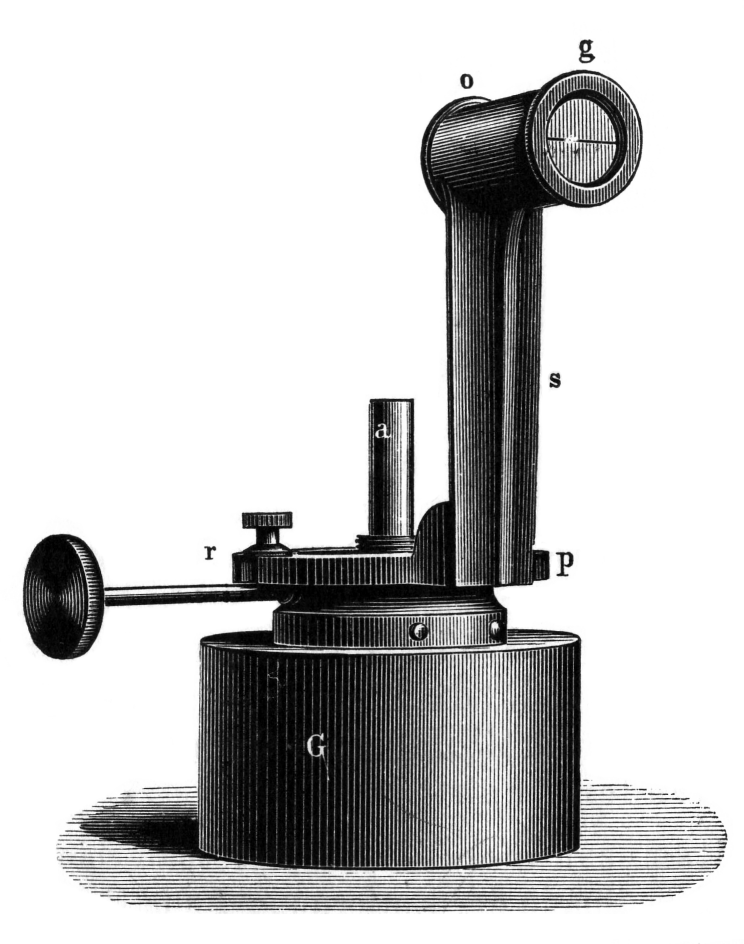
Hefner-gyertya

A fényerősség régebbi egységei a Hefner–gyertya, és a nemzetközi gyertya. Míg a nemzetközi gyertya pentán gázlámpával, a Hefner–gyertya amylacetát-lámpával volt megvalósítva.

## Hefner–gyertya
A Hefner féle amylacetát-lámpa lángja vízszintes irányban sugárzik, egységnyi fényerősséggel, ha a láng nyugodtan, függőleges irányban ég, és pontosan 4 cm magas. A lámpa 8,3 mm vastag előírásos kanóccal 8 mm belső átmérőjű csövön keresztül vegyileg tiszta amylacetátot szállít a lánghoz. A lámpa tömege, mérete, anyaga előírásos. A környező levegő hőmérséklete 20 °C, nyomása 760 torr, CO2, CO és vízgőz tartalma az előírt határ alatt marad.

## A felületi fényesség átvitele izzólámpákra
1 nemzetközi gyertya = 1,145 Hefner–gyertya (vákuum–izzólámpákra)
1 nemzetközi gyertya = 1,17 Hefner–gyertya (gáztöltésű-izzólámpákra)
 Az eltérést a Hefner–lámpa és a kétféle izzólámpa színének eltérése okozza.